# 綿貫理明
綿貫 理明（わたぬき おさあき、1947年 - ）は、日本の工学者（電子工学、情報工学）、専修大学名誉教授。「社会知性の開発」という専修大学の教育研究の理念のもと、産官学連携により情報技術を環境問題・エネルギー問題に適用する教育・研究活動を行った。

## 経歴
日本の企業（三菱電機）での技術開発、米国留学(UCLA)しコンピュータ科学の学位取得、外資系企業（日本アイ・ビー・エム）における音声認識と磁気記録分野の研究開発、日本の大学（専修大学）において計算機の歴史、情報技術の環境問題・エネルギー問題への応用等の教育研究を行った。
- 1966年（昭和41年）3月 - 神奈川県立湘南高等学校卒業
- 1970年（昭和45年）
  - 3月 - 東京工業大学電気工学科卒業
  - 4月 - 三菱電機株式会社入社
- 1974年（昭和49年）9月 - カリフォルニア大学(UCLA)大学院システム科学科修士課程入学
- 1976年（昭和51年）
  - 3月 - 修士課程修了（Master of Science）
  - 4月 - カリフォルニア大学(UCLA)大学院コンピュータ科学科博士課程入学
- 1981年（昭和56年）6月 - カリフォルニア大学(UCLA)大学院コンピュータ科学科博士課程修了（Ph.D.）
- 1981年（昭和56年）7月 - カリフォルニア大学(UCLA)コンピュータ科学科ポストドクトラル研究員
- 1982年（昭和57年）5月 - 日本アイ・ビー・エム株式会社IBM東京基礎研究所入所
- 1993年（平成5年） - 財団法人日本心霊科学協会評議員
- 1995年（平成7年）4月 - 専修大学経営学部助教授
- 1998年（平成10年）4月 - 専修大学経営学部教授
- 1999年（平成11年） - 2016年（平成28年） - 財団法人日本心霊科学協会理事、以後終身会員
- 2001年（平成13年）4月 - 2018年（平成30年）3月 - 専修大学ネットワーク情報学部教授
- 2005年（平成17年）4月 - 2009年（平成21年）3月 - 専修大学情報科学研究所所長
- 2011年（平成23年）7月 - 2018年（平成30年）3月 - 専修大学評議員
- 2018年（平成30年）4月 - 専修大学名誉教授
- 2019年（平成31年）6月 ｰ 一般社団法人神奈川県情報サービス産業協会認定大学向けSE講座講師

## 研究業績
UCLA時代は浮動小数点演算法のアルゴリズムと誤差解析、日本アイ・ビー・エム東京基礎研究所時代は音声認識と磁気記録、日本アイ・ビー・エム開発部門においてはハードディスク装置の高密度化と走査型トンネル顕微鏡による超高密度磁気記録、専修大学においては情報技術史、環境問題とエネルギー問題への情報技術の応用に関し研究を行った。
- 「第3章 コンピュータの誕生からネットワーク社会へ」『コンピュータ概論 情報システム入門【第9版】』（共著）、共立出版、2023年3月
- 『ユビキタス時代の情報管理概論 情報・分析・意思決定・システム・問題解決』（共著）、共立出版、2003年4月
- 「超高速コンピューティングの思想史 -時空間の制御から見た高速処理の方法論-」、情報科学研究（専修大学情報科学研究所年報）、No.24，pp.27-44，2003
- S.Tsuji, O.Watanuki,“Matteucci Effect of an Amorphous Alloy Tip for High-Density Magnetic Recording with a Scanning Tunneling Microscope”, Journal of Vacuum Science and Technology B. vol.12 No.3 (American Vacuum Society), pp.2144-2147, 1994
- 綿貫理明他「走査型トンネル顕微鏡による超高密度記録技術」、O plus E（特集：大躍進が期待できる次世代光技術）、No.164、pp.108-117、1993年7月
- O.Watanuki et al.,“Magnetic Force Sensing STM: Novel Application of STM for Simultaneous Measuremnt of Topography and Field Gradient of Magnetic Recording Heads ”, Ultramicroscopy (North-Holland), No. 42-44, pp.315-320, 1992
- O.Watanuki et al.,“Small Magnetic Patterns Written with a Scanning Tunneling Microscope”, IEEE Trans. Magn., Vol.27, No.6, pp.5289-5291, 1991
- 綿貫理明他「N分割ラベル・ヒストグラム法による不特定話者単語音声認識」電子情報通信学会 電子情報通信学会論文誌D、vol.J71-D、No.3, pp.516-522, 1988年3月
- O.Watanuki et al.,"Direct measurement of side fringe field and two-dimensional head field using high-resolution inductive loop", IEEE Trans. Magn., Vol.MAG-23, No.5, pp.3164-3166, 1987
- O.Watanuki et al.,"Speaker-independent isolated word recognition using label histograms", Proceedings of ICASSP, pp.2679-2682, April 1986
- O.Watanuki et al.,“Error Analysis of Certain Floating-Point On-line Algorithms” Computer Society, IEEE, IEEE Trans. On Computers, volc-32, No.4 volc-32, pp.352-358, April 1983
- O.Watanuki et al.,"Floating-point on-line arithmetic : algorithms", Proc. 5th Symposium on Computer Arithmetic, pp.81-85, May 1981.
- O.Watanuki et al.,"Floating-point on-line arithmetic : error analysis", Proc. 5th Symposium on Computer Arithmetic, pp.87-91, May 1981

## 報道記録
2010年に自転車型人力発電機を産官学連携で開発し、”スポーツによる創エネ”という概念を提唱した。体育施設やフィットネスクラブで多くの人々がトレーニングする際に、無駄に捨てられている人力エネルギーを回収し、集めて蓄電し、施設の電力の一部として有効活用ができると大変良い。自転車型人力発電機の発電量は一日一人100Wh程度であるが、スポーツクラブなどで多くの人が交替で漕ぐことにより発電量は増す。人力発電でも、スマホの充電、机上照明、PCやテレビなどには充分活用することができる。東日本大震災直後の電力逼迫の状況において、このアイデアにマスコミが注目したものである。
- 日刊工業新聞（2011年2月21日） 17面「こいで発電 専修大が川崎の2社と自転車型システム開発」
- YOUテレビ（地域CATV、2011年3月7～13日放送）
- テレビ朝日（2011年5月24日）「スーパーJチャネル」
- 読売新聞（2011年7月21日）夕刊2面「見聞録2011 「意外に役立つ人力蓄電」
- かわさきワンセグ（2012年2月8日）、FM横浜（同2月10日）
- 建通新聞（2012年3月7日）3面
- ニュース専修（2012年4月15日）9面[1]
- 東京新聞（2012年5月22日）25面 特報部「創エネ次世代へ 自転車漕いで人力発電」
- BS-TBS（2012年6月16日）「サタデースコープNEWS21」
- 毎日小学生新聞（2012年7月4日）1面「人力発電で創エネ」
- 毎日新聞（2023年2月6日）夕刊1面「料金高騰の冬 自転車こいで暖房動かす 人力発電節電の一助に？」

## 社会活動（産官学連携及び表彰）
日本の企業に5年、外資系企業に13年、企業には通算18年在籍したことにより産官学連携には熱心に取り組んだ。留学時代に環境問題に関心を持ち、環境・エネルギー問題に情報技術を適用する研究を継続している。綿貫研究室では専修大学情報科学研究所を通して、環境・エネルギーに関する研究成果を第1回から継続して川崎国際環境技術展に出展している。研究室では、太陽光発電パネル（Max70W）と人力発電機（平均110W）を太陽電音株式会社製WINTEX-880A充電制御器に接続し、GSユアサ製EB-100蓄電池に蓄電しインバータを通して、太陽光と人力のハイブリッド電力を机上照明やパソコンに利用している。
- 1986年3月25日、IBM Invention Achievement Award Plan：First Patent Application Award
- 1988年1月21日、TRL Excellence Award
- 1992年6月、IBM 発明業績賞
- 1994年7月、IBM 優秀技術論文賞
- 1995-1997年、受託研究：「超高密度記録方式に関する研究」（情報ストレージ研究推進機構）
- 1996年12月22日 日本超心理学会大会実行委員長
- 2007-2008年、受託研究：「Web2.0技術の環境問題への適用と視覚化に関する研究」（株式会社セントラルシステムズ）
- 2007年、一般社団法人神奈川県情報サービス産業協会から専修大学ネットワーク情報学部へ寄付講座「システムエンジニア論」（SE講座）を導入した[12]。
- 2009年2月17・18日、川崎国際環境技術展2009出展「GoogleMapによる環境情報の共有[4]」
- 2010年2月4・5日、川崎国際環境技術展2010出展「無線センサネットワークによる環境情報の可視化[6]」
- 2011年2月16・17日、川崎国際環境技術展2011出展「自転車型人力発電機[8]」
- 2011年5月10日 公益財団法人日本心霊科学協会第10回心霊科学研究発表会実行委員長
- 2012年2月14日、太陽電音株式会社、専修大学綿貫研究室、有限会社伊藤工業“かわさき環境ショーウィンドウモデル事業2011」認定”「風力・太陽光による自然エネルギーと、人力発電による安全・安心の備え」
- 2012年2月10・11日、川崎国際環境技術展2012出展「自転車型人力発電機と発電量の可視化システム[9]」
- 2013年2月1・2日、川崎国際環境技術展2013出展「自転車型トレーニング発電機とアプリ開発[10]」
- 2013年11月8日、第2回スマートライフスタイル大賞奨励賞【省エネ貢献賞】[13]
- 2014年2月14日、川崎国際環境技術展2014出展「自転車型トレーニング発電機の制御と可視化：発電量管理システムと生体情報を用いたフィードバック機構[11]」
- 2015年2月5・6日、川崎国際環境技術展2015出展「人力発電と太陽光発電によるハイブリッド創エネ」
- 2016年2月18・19日、川崎国際環境技術展2016出展「人力発電と太陽光発電によるハイブリッド創エネ」
- 2016年11月12日、情報システム学会第1回浦昭二記念賞を魚田勝臣専修大学名誉教授らと受賞[14]
- 2017年2月16・17日、川崎国際環境技術展2017出展「人力発電と太陽光発電によるハイブリッド創エネ」
- 2018年1月27日、専修大学 退職記念講演会「情報技術の革新に導かれて」[15][16]
- 2018年2月1・2日、川崎国際環境技術展2017出展「人力発電と太陽光発電によるハイブリッド創エネ」
- 2018年8月9日、「承認欲求をモーチベーションとするプロジェクト授業の活性化に関する質的考察」[17]、公益社団法人私立大学情報教育協会、平成30年度ICT利用による教育改善研究発表会
- 2021年5月29日、「人生100年時代 就職・転職・起業であなたの夢を実現しよう！ 仕事を通じて人生を考える」[18]、第11回麻生市民交流館やまゆり区民講師公開講座
- 2021年7月29日、「リスク耐性と情報教育」[19]令和3年度｜第2回専修大学情報科学研究所定例研究会 (情報教育研究会)

## 思想（精神世界探求）
私たちが日常生活を営む世界は、1)精神世界、2)物質世界、3)サイバー世界から構成されており、現代はサイバー世界の力が強くなっていると考えた。日本超心理学会の編集委員、公益財団法人日本心霊科学協会の理事などを歴任し、精神世界の探求にも努めた。
- 綿貫理明、「超心理とサイバネティックス」、テレパシー研究、第40号、Vol.8、No.8、1974年
- 綿貫理明、「セルマ・モス博士の研究室を訪問して」、テレパシー研究、第47号、Vol.9、No.3、1975年
- 綿貫理明、「心霊サイバネティックス-心霊的作用を含むフィードバック・ループの理論と応用」、心霊研究、pp.15-24,1989年2月
- 綿貫理明、「迫り来る人類の危機のために -地球温暖化にどう対処すべきか」、心霊研究、pp.39-46,1989年6月
- 綿貫理明、「脳の驚異-大脳の超感覚的センサーとしての可能性」、心霊研究、pp.34-41,1991年7月
- 綿貫理明、吉田太郎、三宮静悦、福田篤志、須江克則、松尾育広、大谷宗司、「PK測定装置の試作」、日本超心理学会第26回大会発表論文集、pp.16-17、1993年12月
- 綿貫理明、「心は電子を動かすことができるか」、心霊研究、No.565、pp.29-39、1994年3月
- 綿貫理明、大谷宗司、「REGを使用したPK実験に及ぼす自律訓練法の影響について」、日本超心理学会第27回大会発表論文集、pp.9-11、1995年2月
- 第29回日本超心理学会大会実行委員長 1996年12月22日
- 綿貫理明, 萩尾重樹, 太田信夫 ほか、「第29会日本超心理学会大会シンポジウム「記憶と超心理学」」『超心理学研究』 1997年 2巻 2号 p.108-117, doi:10.20810/jsppj.2.2_108, 日本超心理学会
- 書評 超心理学研究 3(1), 89-92, 1998 ：マドレーヌ・スコペロ著, 入江良平, 中野知惠美訳, 『グノーシスとはなにか』, せりか書房, 1997年, 169頁, (ISBN 4-7967-0208-3)
- 書評 超心理学研究 3(2), 136-139, 1998 ：ジョン・ベロフ著, 笠原敏雄訳『超心理学史 : ルネッサンスの魔術から転生研究までの400年』, 日本教文社, 1998年, 358頁, ISBN 4-531-08110-2
- 綿貫理明、「REGを使用したPK実験における偶発的高得点現象の質的考察」、超心理学研究（特集 第34回日本超心理学会大会）、第6巻、第1号、pp.13-14、2001年11月
- 綿貫理明、「人間の心、機械の心」公益財団法人日本心霊科学協会公開月例講演会、2002年4月28日
- 翻訳 超心理学研究 10(1-2), 53-60, 2005：Helmut Schmidt(2000), "PK Tests in a Pre-Sleep State", The Journal of Parapsychology, 64, 317-331
- 綿貫理明、「古代の心霊学徒グノーシス主義者」、心霊研究、pp.42-48, 2006年10月
- 綿貫理明、「あの世、この世、そして仮想世界」公益財団法人日本心霊科学協会公開月例講演会、2007年10月28日
- 公益財団法人日本心霊科学協会第10回心霊科学研究発表会実行委員長 2011年5月10日
- 綿貫理明「世界の構造と顕幽仮三界からのアプローチ」公益財団法人日本心霊科学協会第10回心霊科学研究発表会論文抄録、2011年5月29日、pp.27-33
- 綿貫理明「終活のすすめ-協会は大挙して霊界へ向かう世代に何ができるか-」公益財団法人日本心霊科学協会第14回心霊科学研究発表会論文抄録、2015年6月28日、pp.38-45
- 綿貫理明「心霊現象を科学的に検討するプロジェクトと協会の将来について」公益財団法人日本心霊科学協会第15回心霊科学研究発表会論文抄録、2016年6月26日、pp.47-52
- 綿貫理明、小室匡史、「終活時代に向けての萌芽的ICTビジネスの検討」、専修大学情報科学研究所所報、No.83号,pp.1-6,2014年7月
- 綿貫理明、「終活のすすめ -大挙して霊界へ向かう世代に我々は何ができるか-」、心霊研究、pp.1-20、2015年4月
- 綿貫理明、「終活のすすめ」、公益財団法人日本心霊科学協会平成27年度公開夏期講座、2015年8月23日
- 綿貫理明、「心霊に導かれて－人生を予知、霊感、念力から再考する」[20]、公益財団法人日本心霊科学協会月例公開講演会（オンライン講演）、2022年7月24日
- 綿貫理明、第7回「終活の勧め」、第8回「夢実現の技法」、オンライン・オムニバス講座　心霊研究カフェ「精神世界を深く知り、混迷の時代を強く生きる」、公益財団法人日本心霊科学協会、2023年8月3日(第7回)、8月10日(第8回)

- 綿貫理明「NotebookLMで自分自身のAI分身を作ろう【１】」2025年4月16日-Youtube； 綿貫理明「NotebookLMで自分自身のAI分身を作ろう！【２】ｰUCLA留学の意味、失敗からの学びｰ」2025年4月21日-Youtube、NotebookLMで自分自身のAI分身を作ろう！【５】-意識を探る、AIの意識⁉-、NotebookLMで自分自身のAI分身を作ろう！【６】-対話できる自分史、AI分身は生涯連続、メタバースで永遠の生命- など動画で自分の個性を生成AIに憑依させる研究発表を行っている。自身の論文や動画、ブログ、ウィキペディアなどをGoogle系生成AIのNotebookLMに学習させ、チャットベースではあるが、本人の個性に則った返答をする。